# Dalaba (prefectura de Guinea)
Dalaba es una prefectura de la región de Mamou de Guinea, con una población censada en marzo de 2014 de 133 677 habitantes. Está formada por las siguientes subprefecturas, que igualmente se muestran con población censada en marzo de 2014:
- Bodié 8,967
- Dalaba 24,193
- Ditinn 13,121
- Kaala 7,024
- Kankalabé 15,955
- Kébali 11,540
- Koba 16,876
- Mafara 8,182
- Mitty 13,737
- Mombéyah 14,082[1]

El río Bafing (uno de los cabeceras del río Senegal) nace a 1537 m de altitud en esta prefectura, que se encuentra sobre el macizo Futa Yallon.